# Edmond Chassé
Edmond Chassé (né le 29 septembre 1887 à Québec et mort le 24 mars 1951) est un journaliste québécois.

## Biographie
Edmond Chassé est le fils d’Honoré Chassé, avocat, journaliste et imprimeur, et d'Émilienne Larocque. Il grandit dans le milieu de l’imprimerie et du journalisme. Ses parents ont possédé ou dirigé des journaux tels que L'Avant-Garde et L'Événement en plus de fonder une imprimerie, l'imprimerie H. Chassé. À la mort d'Honoré, sa veuve Émilienne Larocque prit en charge l’imprimerie et la fusionna quelques années plus tard au journal L’Événement qu’elle administrera plusieurs années. Edmond Chassé travaillera évidemment à L'Événement, mais également au Canada et à La Patrie.
Très jeune, Edmond Chassé apprend la typographie et sait manœuvrer une presse à imprimer. Dès 17 ans, il est correspondant à Québec du Nationaliste d’Olivar Asselin.
Alors qu’il est journaliste à La Patrie, il rencontre Lucette Clerk, une musicienne de Montréal, qui descend de la famille Clerk de Penicuik. Ils se marient en 1908. 
Lors de l'élection générale québécoise de 1912, Edmond Chassé se présente sans succès comme candidat du parti conservateur contre le premier ministre libéral Lomer Gouin dans la circonscription électorale de Portneuf.
Edmond Chassé meurt le samedi de Pâques 1951 à l'âge de 64 ans des complications d'une intervention chirurgicale. Ses funérailles ont lieu à l'église Saint-Dominique sur la Grande Allée à Québec le 27 mars 1951.
Edmond Chassé est le frère du lieutenant-colonel Henri Chassé, journaliste et premier commandant du Royal 22e Régiment. Il est également l’oncle du journaliste sportif Louis Chassé.

## Exclusivité

### Ferdinand d’Abbadie d’Arrast
En 1911, un membre du Tout-Paris, Ferdinand Guilhem D’Abbadie D’Arrast, fils d’Arnauld D’Abbadie D’Arrast, grand explorateur de la haute Éthiopie, fait la «une» des journaux parisiens. Ses effets personnels ont été retrouvés sur le bord de la Seine. On croit alors à un suicide.
Le journal Le Matin croit que D’Abbadie D’Arrast s’est enfui en Amérique avec celle que l'on fera passer pour sa maîtresse, la gouvernante de ses enfants. Edmond Chassé croit que d’Abbadie d’Arrast entrera en Amérique via Québec. Il consulte la liste des passagers du dernier transatlantique et remarque le nom de William Wye.
Le journaliste se rend à Pointe-au-Père et monte à bord du paquebot. Il parvient à rencontrer le passager en question qui se confie à lui. Chassé enverra un telégramme au Matin qui fera la manchette : «J’ai retrouvé d’Abbadie-d’Arrast.»
Ils sont arrêtés à Québec et d’Abbadie d’Arrast est retourné en France puisque considéré comme «indésirable».

### La princesse Victoria de Prusse
En 1927, la princesse Victoria de Prusse, sœur du Kaiser Guillaume et petite fille de la reine Victoria d’Angleterre, épouse secrètement un garçon de café parisien, Alexandre Zoubkoff, plus jeune qu’elle de 35 ans. En raison de l’opposition des Hohenzollern, le couple part se cacher à Québec.
Edmond Chassé découvre leur présence à Québec et décrit les faits et gestes de la princesse pendant une semaine. La princesse fera un procès au journaliste puis repartira vivre son destin ailleurs.[réf. nécessaire] Elle décède cependant à peine deux ans plus tard d’une pneumonie, tout juste après avoir demandé le divorce.

### Tragédie de Sault-au-Cochon
Le 9 septembre 1949, un DC-3 de la Canadian Pacific Airlines reliant Québec à Sept-Îles explose en plein vol et s’écrase à Sault-au-Cochon, dans Charlevoix. Les 23 passagers périssent dans cet écrasement.
Dès le 13 septembre, Edmond Chassé est sur une piste et, dans un article paru le 14 septembre 1949 dans Le Canada, il est le premier à suggérer que la tragédie pourrait être l'œuvre d'un crime orchestré notamment par une femme,. Ce n'est qu'une dizaine de jours après que la nouvelle est confirmée par la Gendarmerie royale du Canada et que des arrestations sont effectuées,.

## Honneurs
En 1949, Edmond Chassé reçoit le National Newspaper Award du Toronto Press Club, dans la catégorie Spot News Reporting/Nouvelle d’actualité, qui inclut une somme de 400 $, pour sa primeur relative au mystère entourant la tragédie de Sault-au-Cochon,.